# Sonate pour violon et piano no 1 de Grieg
Pour les articles homonymes, voir Sonate pour violon et piano.
La Sonate pour violon et piano no 1 en fa majeur op. 8 est une sonate pour violon de Edvard Grieg, composée en 1865.

## Contexte et création
Edvard Grieg compose sa Sonate lors de l'été 1865, pendant son séjour à Rungsted. Cet été voit un grand nombre de production de la part du compositeur, puisqu'il compose aussi les Quatre Humoresques, op. 6 ainsi que la Sonate pour piano no 6. Cette Sonate pour violon et piano attire cependant l'attention de Franz Liszt sur Edvard Grieg et forge sa réputation naissante. Elle est dédiée à son ami Benjamin Federsen, et est créée en novembre 1865 par le violoniste Anders Petterson et le compositeur au piano. La partition est éditée le même mois par la maison Peters.

## Structure
L'œuvre se compose de trois mouvements :
1. Allegro con brio
2. Allegretto quasi andantino
3. Allegro molto vivace

La durée d'exécution est d'environ vingt-quatre minutes.

## Analyse

### Allegro con brio
Ce mouvement à 
 débute par deux accords au piano, un en mi mineur, l'autre en la mineur, toutes deux étrangères à la tonalité principale. C'est sur ces deux accords que se présente le premier thème donné au violon, d'une grande ligne mélodique. L'insertion d'un Andante en mi mineur présente un fort contraste. Cependant le mouvement souffre de la monotonie engendrée par une réexposition littérale.

### Allegretto quasi andantino
Le deuxième mouvement est à 
. Un mouvement central prend le caractère d'un Intermezzo dans la tonalité de la mineur, et imitant le violon de Hardanger. Le trio est en majeur et représente un Srpinger, une danse paysanne dont le rythme soutient un grand crescendo.

### Allegro molto vivace
Le mouvement final est une sorte de mosaïque sans cohésion véritable. Il contient un mouvement fugato mais qui ne parvient pas à donner plus de cohérence à l'ensemble.